# Avinurme (Dorf)
Koordinaten: 58° 59′ N, 26° 52′ O
Das Großdorf Avinurme (Avinurme alevik) liegt im Kreis Ida-Viru (Ost-Wierland) im Nordosten Estlands. Avinurme war der Hauptort der gleichnamigen Landgemeinde Avinurme (Avinurme vald).

## Beschreibung und Geschichte
Das Dorf hat 847 Einwohner (Stand 2010). Es liegt am Fluss Avijõgi. Vom Fluss stammt auch der Name des Ortes. Die historische deutschsprachige Bezeichnung Avinurmes lautet Awwinorm.
Avinurme wurde erstmals 1599 als Avinorma urkundlich erwähnt. Der Ort gilt den Esten als mythologische Heimat des estnischen Sagenhelden Kalevipoeg.
Im Ort befinden sich heute eine Bibliothek, ein kleines Museum und ein Gymnasium.

## Bahnstrecke Sonda–Mustvee
Von 1926 bis 1972 fuhr zwischen Sonda und Mustvee die 62,6 km lange Schmalspurbahn Sonda–Mustvee, die in Avinurme hielt. Der letzte Personenzug fuhr am 31. Mai 1972, der letzte Güterzug am 15. Juni 1972. Ein Kilometer dieser Bahnstrecke und eine Brücke wurden rekonstruiert. Eine Lokomotive, ein Personenwagen für das Café und der Bahnsteig wurden renoviert.

## Gut Avinurme
1666 wurde das Gutshaus von Avinurme errichtet. Auf dem Gut war im 18. Jahrhundert der deutschbaltische Publizist und spätere Pastor Johann Georg Eisen (1717–1779) als Hauslehrer beschäftigt. Er war einer der engagiertesten Gegner der Leibeigenschaft im russischen Reich.
Der russische Zar Paul I. (1754–1801) schenkte das Gut später dem aus Bautzen stammenden Karl Heinrich Küchelbecker.
Berühmtester Sohn des Ortes ist Karl Küchelbeckers Sohn, der Lyriker Wilhelm Küchelbecker (1797–1846). Er verbrachte von 1797 bis 1808 seine Kindheit in Avinurme. Der spätere Dekabrist versuchte im Dezember 1825, Großfürst Michael (1798–1849), den Bruder des Zaren, zu erschießen. Die Todesstrafe für den 28-jährigen Küchelbecker wurde in Gefängnis und 1835 in Verbannung umgewandelt. Er starb schließlich an Tuberkulose erkrankt und erblindet als Bettler in Sibirien. Besonders seine Erzählung Ado beinhaltet viele estnische Stoffe und eine sehnsüchtige Erinnerung an seine Heimat.
An Küchelbecker erinnert ein Gedenkstein im Park des ehemaligen Gutes. Am Lyzeum Zarskoje Selo steht sein Name auf der Marmortafel neben dem seines Freundes und Mitschülers Alexander Puschkin (1799–1837).

## Kirche

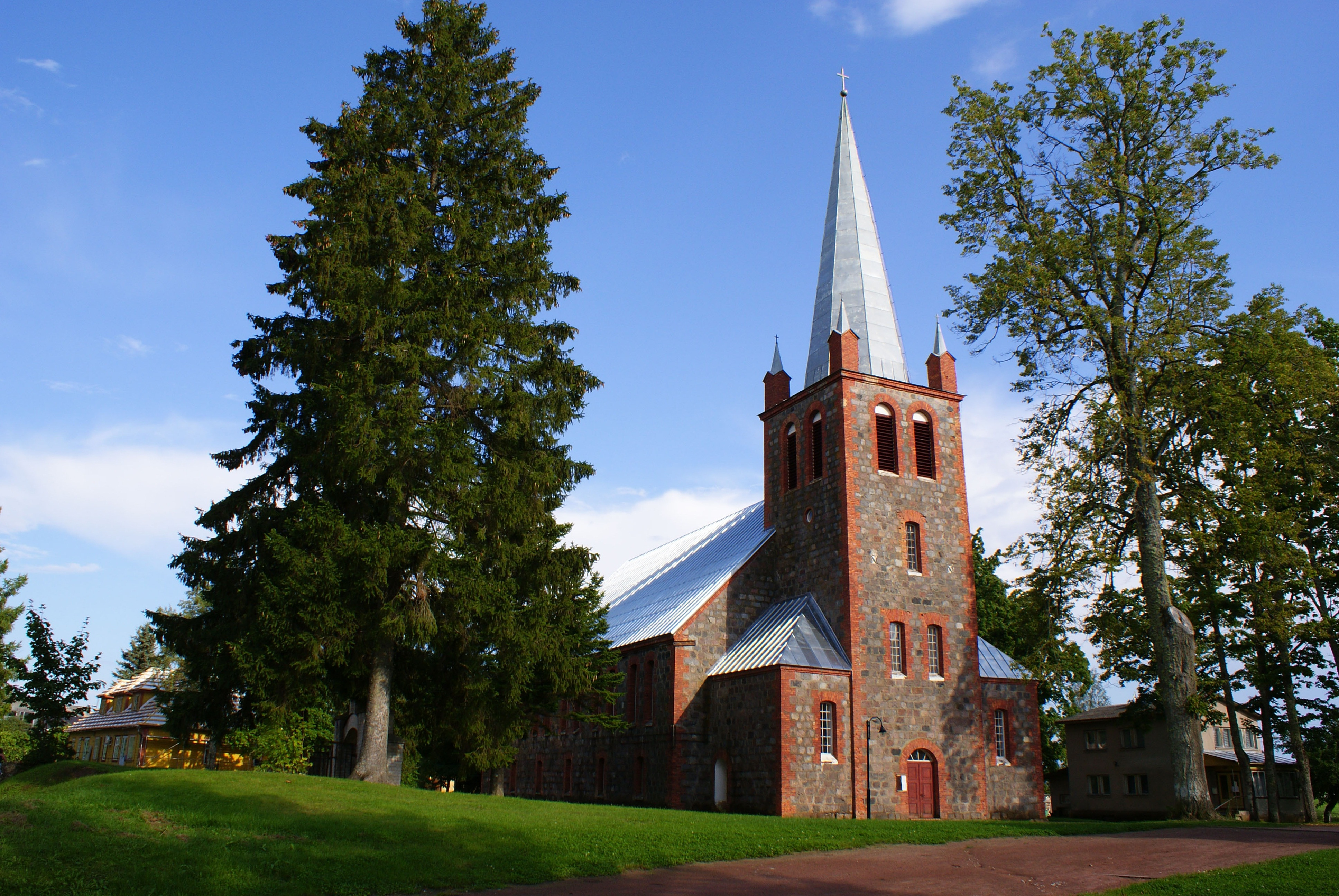
Kirche von Avinurme

Die evangelisch-lutherische Kirche des Kirchspiels von Avinurme wurde ab 1906 im Stil des Historismus errichtet und im November 1908 geweiht. Sie entstand nach Plänen des Rigaer Architekten Wilhelm von Stryk (1864–1928). Das Gotteshaus bietet Sitzplätze für 700 Gläubige.
In der Kirche erklingt seit 2006 eine aus Deutschland stammende Orgel. 2009 wurden drei neue Kirchenglocken installiert, die ebenfalls aus Deutschland kommen.

## Schlacht von Avinurme
Am 19./20. September 1944 fand an der Kirche eine schwere Schlacht zwischen deutschen und sowjetischen Soldaten statt. Dabei kämpften auch zahlreiche Esten auf beiden Seiten der Front. Ein Massaker fand an verwundeten estnischen Soldaten statt, die sich in das Gotteshaus geflüchtet hatten. Im Herbst 1964 wurde vor der Kirche ein Denkmal errichtet, das an ihr Schicksal erinnert.